# Станфорд Мур
Ста́нфорд Му́р (англ. Stanford Moore; 4 вересня 1913, Чикаго — 23 серпня 1982) — американський біохімік, член Національної АН США і Американської академії наук і мистецтв, нагороджений Нобелівською премією з хімії 1972 року.

## Біографія
У 1935 закінчив університет Вандербільта. З 1939 в Рокфеллерівському інституті медичних досліджень (Нью-Йорк), з 1952 професор цього інституту; в 1950-51 читав курс лекцій в Брюссельському (Бельгія) університеті, в 1951 працював в Кембріджському (Велика Британія) університеті.

## Основні роботи
Досліджував будову ряду білків, головним чином ферменту рибонуклеази; розробляв хроматографічні методи хімічного аналізу, спільно з У. Стайном запропонував автоматичну апаратуру для хроматографічного розділення та кількісного визначення амінокислот.

## Звання
Професор Рокфеллерівського університету (1952-82)
Президент Американського біохімічного суспільства (1966-67)
Почесний член Бельгійського біохімічного товариства
Голова секції біохімії Національної Академії Наук (1969-72)
Член Американської Академії Мистецтв і Наук (1960-82)
Почесний доктор Медичного факультету Брюссельського університету, 1954 р.н.
Почесний доктор Паризького університету, 1964 року
Ступінь доктора наук Університету Вісконсина, 1974 г.

## Нагороди
Нагорода в області хроматографії та електрофорезу від Американського Хімічного Товариства (1972)
Медаль Річарда, Американське Хімічне Суспільство (1972)
Медаль Ліндерстрома-Ланга, Копенгаген (1972)
Нобелівська премія з хімії (1972), за основний внесок в хімію ферментів (спільно з К. Анфінсеном і У. Стайном).